# Sampaio Corrêa Futebol Clube
Maillots
Actualités
Dernière mise à jour : 10 octobre 2024.

Le Sampaio Corrêa Futebol Clube est un club brésilien de football basé à São Luís dans l'État du Maranhão.

## Histoire
Le club est fondé en 1923 sous le nom d' Associação Sampaio Corrêa Futebol Clube, il est nommé d'après un hydravion qui a atterri le 12 décembre 1922 au large de São Luís. Avec 36 titres, il est le club le plus titré de l'état du Maranhão.
Son plus grand succès en championnat national du Brésil, est un titre de champion de Série B en 1972, il gagne également la Série C en 1997. Après une série de relégations, il est promu en 2012 en Série C en tant que champion de Série D, et après une saison, en Série B 2014, dans laquelle il reste deux saisons. Après un aller-retour en 2018, le club s'établit en deuxième division depuis 2020.
En remportant la Copa Norte 1998, le club a pu se qualifier pour la première fois pour un tournoi international, la Copa CONMEBOL 1998, où il a atteint les demi-finales  éliminé par le Santos FC.

## Palmarès
| Compétitions nationales | Compétitions régionales |
| --- | --- |
| - Championnat du Brésil de D2 (1) : - Champion : 1972 - Championnat du Brésil de D3 (1) : - Champion : 1997 - Vice-champion : 2013 et 2019 - Championnat du Brésil de D4 (1) : - Champion : 2012 | - Championnat du Maranhão (37) : - Champion : 1933, 1934, 1940, 1942, 1953, 1954, 1956, 1961, 1962, 1964, 1965, 1972, 1975, 1976, 1978, 1980, 1984, 1985, 1986, 1987, 1988, 1990, 1991, 1992, 1997, 1998, 2002, 2003, 2010, 2011, 2012, 2014, 2017, 2020, 2021, 2022 et 2024 - Vice-champion : 1926, 1927, 1943, 1946, 1948, 1950, 1951, 1955, 1958, 1960, 1966, 1968, 1970, 1971, 1979, 1981, 1982, 1994, 1996, 1999, 2000, 2001, 2004, 2006, 2008, 2009, 2015 et 2016 - Coupe du Maranhão (pt) (11) : - Vainqueur : 1973, 1976, 1983, 1984, 1990, 2002, 2007, 2009, 2011, 2012 et 2013 - Finaliste : 1993 et 2008 - Copa Norte (1) : - Vainqueur : 1998 - Finaliste : 1999 - Copa do Nordeste (1) : - Vainqueur : 2018 |